# Revue catalane

La Revue catalane est une revue mensuelle régionaliste des Pyrénées-Orientales parue de 1907 à 1921 et publiée à Perpignan par la Société d'Études catalanes. Elle comportait des articles en français et en catalan portant sur l'histoire, le folklore et l'actualité locales, des poèmes, des cours de catalan.
Entre 1907 et 1909, Emmanuel Vergès de Ricaudy écrivit une série d’articles sur la langue catalane, dans cette revue dont il fut l’un des plus enthousiastes fondateurs.